# سائلیسس د مایرگا
سائلیسس د مایرگا (به اسپانیایی: Saelices de Mayorga) یک شهرستان در اسپانیا است که در استان وایادولید واقع شده‌است.